# La città dell'oro (film)
La città dell'oro (The Girl of the Golden West) è un film del 1938 diretto da Robert Z. Leonard.
Tratto dall'omonimo lavoro teatrale di David Belasco del 1905 che diede lo spunto all'opera La fanciulla del West di Puccini, il film ha come protagonisti Jeanette MacDonald e Nelson Eddy in una delle varie versioni cinematografiche della commedia.
Prodotto e distribuito dalla MGM, il film uscì in sala il 18 marzo 1938.

## Differenti versioni
- La fanciulla del West (The Girl of the Golden West) di Cecil B. DeMille  (Paramount) con Mabel Van Buren, Theodore Roberts (1915)
- The Girl of the Golden West di Edwin Carewe (First National) con Sylvia Breamer, J. Warren Kerrigan  (1923)
- The Girl of the Golden West di John Francis Dillon (WB) con Ann Harding, James Rennie (1930)
- La città dell'oro (The Girl of the Golden West) di Robert Z. Leonard (MGM) con Jeanette MacDonald, Nelson Eddy (1938)